# 亨利·格拉斯
亨利·格拉斯（德語：Henry Glaß，1953年2月15日—），德国男子跳台滑雪运动员。他曾代表东德参加1972年、1976年和1980年冬季奥林匹克运动会跳台滑雪比赛，获得一枚铜牌。